# Rappoltenkirchen

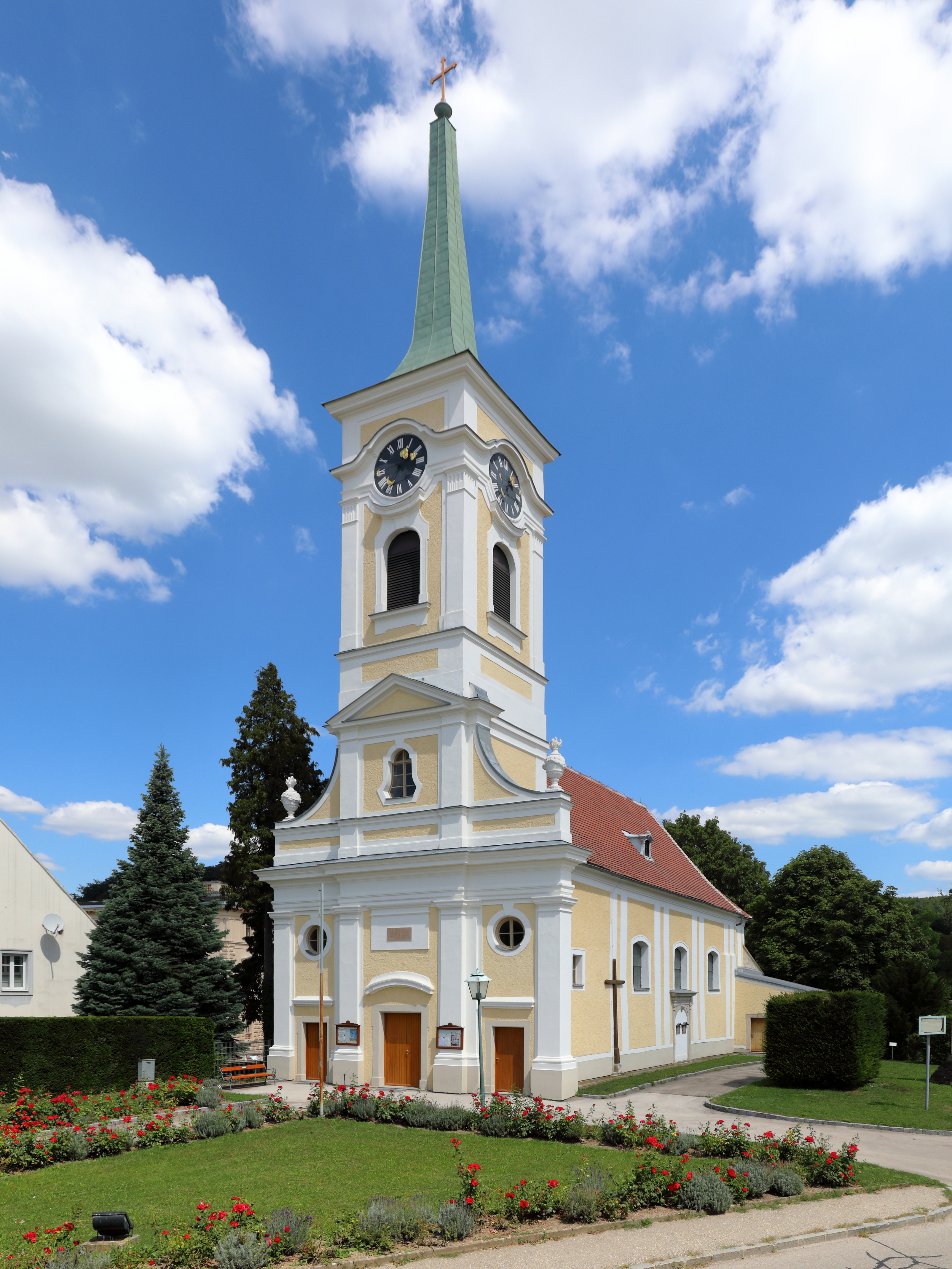
Pfarrkirche Rappoltenkirchen

Rappoltenkirchen ist eine Ortschaft und eine Katastralgemeinde der Gemeinde Sieghartskirchen im Bezirk Tulln in Niederösterreich. Die Ortschaft hat 65 Einwohner (Stand 1. Jänner 2024). Bis Ende 1971 war Rappoltenkirchen eine eigenständige Gemeinde.

## Geografie
Das Dorf liegt in einem rechten Seitental der Kleinen Tulln. Durch den Ort führt die Landesstraße L123 (von der B 44 in Tullnerbach über die B 1 in Sieghartskirchen zur B 19 nach Judenau). Zur Ortschaft zählt auch die Tirolersiedlung.

## Geschichte
Laut Adressbuch von Österreich waren im Jahr 1938 in der Ortsgemeinde Rappoltenkirchen ein Bäcker, eine Siedlungsgenossenschaft, ein Fleischer, ein Fuhrwerker, zwei Gastwirte, zwei Gemischtwarenhändler, ein Holzhändler, eine Meierei, eine Milchgenossenschaft, ein Schmied, ein Schneider, zwei Tischler, ein Wagner, ein Wasenmeister und das Gut Rappoltenkirchen ansässig.
Die Marktgemeinde Sieghartskirchen besteht in ihrer heutigen Form als Großgemeinde erst seit dem 1. Jänner 1972. Mit dem Kommunalstrukturverbesserungsgesetz 1971 wurde vom niederösterreichischen Landtag die Anzahl der Gemeinden im Bundesland auf 574 reduziert. Bis dahin waren die Gemeinden Rappoltenkirchen, Abstetten, Kogl, Ollern, Ried am Riederberg, Röhrenbach und Sieghartskirchen eigenständig.

## Kultur und Sehenswürdigkeiten
- Schloss Rappoltenkirchen
- Katholische Pfarrkirche Rappoltenkirchen hl. Georg